# コルモンス
コルモンス（伊: Cormons）は、イタリア共和国フリウリ＝ヴェネツィア・ジュリア州ゴリツィア県にある、人口約7,100人の基礎自治体（コムーネ）。

## 名称
イタリア語以外の言語では以下の名を持つ。
- フリウリ語: Cormòns [5]
- スロベニア語: Krmin
- ドイツ語: Kremaun または Gremaun

## 地理

### 位置・広がり
ゴリツィア県北西部に所在するコムーネである。コルモンスの町は、ドブロヴォ（スロベニア領ブルダ市）の南東約6km、県都ゴリツィアの西約12km、ウーディネの南東約22km、州都トリエステの北西約42kmに位置する

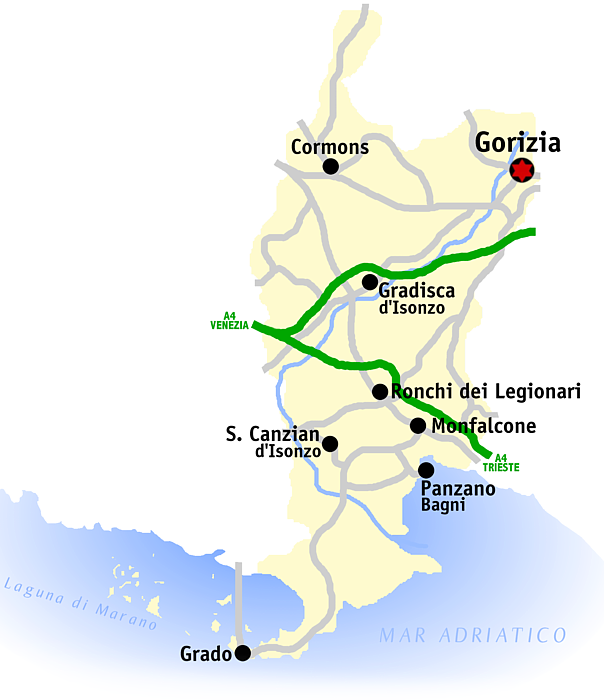
ゴリツィア県概略図

。

#### 隣接コムーネ
隣接コムーネ、およびそれに相当する行政区画は以下の通り。SLOはスロベニア領、UDはウーディネ県所属を示す。
- ドレーニャ・デル・コッリオ - 北
- ブルダ (Collio) (SLO) - 北東
- サン・フロリアーノ・デル・コッリオ - 北東
- カプリーヴァ・デル・フリウーリ - 東
- マリアーノ・デル・フリウーリ
- モラーロ - 南
- キオプリス＝ヴィスコーネ (UD) - 南西
- メデーア - 南西
- サン・ジョヴァンニ・アル・ナティゾーネ (UD) - 西
- コルノ・ディ・ロザッツォ (UD) - 北西

### 地勢
イウドリオ川 (it:Judrio) 東岸に位置しており、中心市街は平野に位置する。コムーネ東北部はコッリオ (it:Collio (territorio)) の丘陵地帯となっている。

### 気候分類・地震分類
コルモンスにおけるイタリアの気候分類 (it) および度日は、zona E, 2283 GGである。
また、イタリアの地震リスク階級 (it) では、zona 2 (sismicità media) に分類される。

### 主要な集落
コルモンスの本村（Cormons）は領域の中心部に所在する。ブラッツァーノ（Brazzano）は本村の西北約2kmに位置するイウドリオ河畔の集落である。ボルニャーノ（Borgnano）は本村の南西約3.5km、メデーアとの境界に位置する。

## 歴史
ローマ帝国の時代には軍事拠点が置かれ、610年までにはランゴバルド人の砦が築かれた。610年以後はアクイレイアの大司教領 (Patriarchate of Aquileia) となり、737年にはゴリツィア伯爵となった。その後の歴史はゴリツィアと歩みをともにしており、1497年にハプスブルク家領となって以後は、16世紀初頭のヴェネツィア共和国への編入や18世紀初頭のナポレオンの占領といった例外を除き、第一次世界大戦の終焉までハプスブルク君主国、オーストリア帝国、オーストリア＝ハンガリー帝国の領土であった。1866年8月12日、第三次イタリア独立戦争の休戦協定 (it:Armistizio di Cormons) は、コルモンスで結ばれた。
第一次世界大戦後、コルモンスを含むヴェネツィア・ジュリア地方は、イタリア王国に割譲された。

## 社会

### 人口

#### 居住地区別人口
国立統計研究所（ISTAT）は居住地区（Località abitata）別の人口として以下を掲げている。統計は2001年時点。
| 地区名      | 標高   | 人口  | 備考                                          |
| ----------- | ------ | ----- | --------------------------------------------- |
| CORMONS     | 31/274 | 7,449 |                                               |
| BORGNANO    | 35     | 481   | メデーアの Atleti Azzurri d'Italia 地区に連続 |
| BRAZZANO    | 65     | 577   |                                               |
| CORMONS *   | 56     | 5,715 |                                               |
| Giassico    | 62     | 75    |                                               |
| Monticello  | 34     | 27    |                                               |
| San Quirino | 54     | 28    |                                               |
| Villaorba   | 34     | 20    |                                               |
| Zegla       | 76     | 21    |                                               |
| Case Sparse | -      | 505   |                                               |

- ISTATは人口統計上、家屋密度の高い centro abitato （居住の中心地区）、密度の低い nucleo abitato （居住の核となる地区）、まとまった居住地区を形成していない case sparse （散在家屋）の区分を用いている。上の表で地名がすべて大文字で示されているものが centro abitato である。「*」印が付されているのは、コムーネの役場・役所 la casa comunale の置かれている地区である。

## 姉妹都市
- フリーザハ（英語版） （オーストリア）
- ブルダ （スロベニア）
- トカイ （ハンガリー）

## 交通

### 鉄道
- ウーディネ＝トリエステ線：コルモンス駅 (it:Stazione di Cormons)

### 道路
国道
- SS56  (it:Strada statale 56 di Gorizia)
- SS305  (it:Strada statale 305 di Redipuglia)
- SS356  (it:Strada statale 356 di Cividale)

国道 SS56 と鉄道がコムーネの東西を貫いており、東にカプリーヴァ・デル・フリウーリ、西にイウドリオ川を越えてサン・ジョヴァンニ・アル・ナティゾーネとを結んでいる。
SS56は、コムーネの西部イウドリオ河畔で SS306 を南方向に、コルモンス本村の南側で SS356を北へ分岐させている。南下する SS306 は、マリアーノ・デル・フリウーリを経てグラディスカ・ディゾンツォ方面につながっており、コルモンス中心部を北上する SS356 はコルノ・ディ・ロザッツォにつながっている。

## 人物

### 著名な出身者
- デニス・ゴデアス - サッカー選手